# تسطيح (مصطلح)
التسطيح هو التبسيط المفرط المتعمد للمحتوى الفكري في التعليم والأدب، والسينما والأخبار وألعاب الفيديو والثقافة. نشأ مصطلح «التسطيح» في عام 1933 كمصطلح عامي في العمل السينمائي يستخدمه مؤلفو السيناريو ويعني: «تعديل المحتوى ليجذب من هم قليلو التعليم أو الذكاء». يختلف التسطيح وفقًا للموضوع ويشمل عادة تضاؤل الفكر النقدي، من خلال إضعاف المعايير الفكرية في اللغة والتعلم؛ وبالتالي تبسيط المعلومات المهمة والثقافة والمعايير الأكاديمية، كما هو الحال بالنسبة للثقافة الشعبية.
في كتاب «التمييز: نقد اجتماعي لحكم الذوق (1979)»، اقترح عالم الاجتماع بيير بورديو (1930-2002) أنه في مجتمع تصبح فيه العادات الثقافية للطبقة الحاكمة راسخة باعتبارها الثقافة الشرعية لذلك المجتمع، فإن هذا العمل يقلل من قيمة رأس المال الثقافي للطبقات الاجتماعية التابعة، وبالتالي يحد من حراكهم الاجتماعي في مجتمعهم.
نشرت (Imprint Academic) مجموعة من المقالات لفلاسفة وسياسيين وفنانين ومفكرين بعنوان «التسطيح» في عام 2000، حررها إيفو موسلي وشملت مقالات كتبها جارون لانيير وكلير فوكس ورافي شانكار وروبرت بروستاين ومايكل أوشوت وروجر ديكين وبيتر راندال-بيج وغيرهم.